# I Will Follow
Singles de U2
A Day Without Me Fire
Pistes de Boy
- Twilight
I Will Follow est une chanson du groupe de rock irlandais U2, produite par Steve Lillywhite. C’est la piste d’ouverture de leur premier album Boy, paru le 20 octobre 1980. Elle est sortie en tant que deuxième single de ce disque (le premier étant A Day Without Me), quatre jours après, afin d'en faire la promotion. De genre post-punk, c'est la chanson qui résume le mieux le U2 des débuts, à savoir une formation provinciale partagée entre un puissant désir de conquête et un profond doute existentiel. Bono a dit  que le thème de cette chanson était l'amour inconditionnel d'une mère pour son enfant. I Will Follow n'a pas connu un grand succès commercial mais est, depuis sa parution, la deuxième chanson la plus jouée du groupe en concert, juste derrière Pride (In the Name of Love). 

## Analyse de la chanson
« Il vient de quelque part de très sombre » dira Bono du morceau, observant qu'il lui a été inspiré par une « vraie colère et un profond sens du désir ». Dévoilant l'amour entre un fils et sa mère (Bono a perdu la sienne à 14 ans en 1974), elle offre au postpunk britannique bondissant une urgence symbolique. « Je me revois prendre la guitare de The Edge  et plaquer l'accord à deux cordes... pour montrer aux autres l'agressivité que je voulais, raconte Bono. Les percussions dans le fond, ce sont des roues d'un vélo retourné qui tournent et sont frottées comme une harpe à l'aide d'une fourchette. » I Will Follow devint vite la carte maîtresse de U2 en concert. The Edge a encore en mémoire un show à Boston où ils le jouèrent trois fois, en début et fin de set, puis encore lors du rappel, devant une foule en délire : « Nous étions sortis de scène avec une sensation incroyable. »

## Publications et classements dans les charts
I Will Follow a été publié cinq fois, tout d'abord en Irlande, au Royaume-Uni, en Australie et en Nouvelle-Zélande à l'automne 1980. Il bénéficie ensuite d'une sortie au Canada et aux Etats-Unis en 1981. Une version live du morceau enregistrée à Hattem est publiée en 1982 aux Pays-Bas et en 1983 en Allemagne. Cette même année, une autre version en public est sortie comme single, extrait de l'album live Under a Blood Red Sky. Enfin en 2011, une dernière version live de la chanson a été enregistrée au Festival de Glastonbury. À noter qu'en 2023, I Will Follow a été réenregistré pour l'album acoustique Songs of Surrender du groupe. Dans les charts, le morceau s'est classé 22e aux Pays-Bas (version live), 34e en Nouvelle-Zélande, 71e en Australie et 81e au Billboard Hot 100 aux Etats-Unis (version live).

## Critique
En 2005, le magazine Blender a classé la chanson 214e dans sa liste intitulée The 500 Greatest Songs Since You Were Born (Les 500 plus grandes chansons depuis que vous êtes né). La revue a écrit : « La première chanson du premier album de U2 a introduit le son de guitare qui allait définir leur travail. [...] Ce coup de clairon prêt à être joué dans les arènes a également permis à Bono d'exprimer sa sincérité lyrique, l'une des raisons pour lesquelles la chanson reste un favori des fans et un élément essentiel des récentes tournées du groupe. »

## Listes des titres
| 1. | I Will Follow                                                         | 3:37 |
| 2. | Boy-Girl (Enregistré au Marquee Club à Londres, le 22 septembre 1980) | 3:24 |

| 1. | I Will Follow                                                   | 3:37 |
| 2. | Out of Control (Enregistré en concert à Boston, le 6 mars 1981) | 4:25 |

| 1. | I Will Follow (Enregistré en concert à Hattem, le 14 mai 1982) | 3:51 |
| 2. | Gloria                                                         | 4:12 |

| 1. | I Will Follow (Enregistré en concert en Allemagne de l'Ouest, le 20 août 1983) | 3:40 |
| 2. | Two Hearts Beat as One (Import mix)                                            | 3:42 |

| 1. | I Will Follow (Enregistré au Glastonbury Festival, le 24 juin 2011) | 4:01 |